# Jan Szyszko
assinatura
Jan Feliks Szyszko (Stara Miłosna; 19 de Abril de 1944 — 9 de outubro 2019) foi um político da Polónia. Ele foi eleito para a Sejm em 25 de Setembro de 2005 com 7042 votos em 20 no distrito de Warsaw, candidato pelas listas do partido Prawo i Sprawiedliwość.